# Branislav Blažić
Branislav Blažić (Kikinda, 1º aprile 1957 – Belgrado, 1º aprile 2020) è stato un medico e politico serbo, ministro dell'ambiente nel governo di Mirko Marjanović dal 1998 al 2000.

## Biografia
Si laureò in medicina all'Università di Belgrado, specializzandosi poi in chirurgia. Esponente del Partito Radicale Serbo, nel 1992 si fece eleggere all'Assemblea dell'allora Repubblica di Jugoslavia. Rieletto nel 1996, due anni dopo venne nominato dal neo-primo ministro serbo Mirko Marjanović come ministro per la protezione dell'ambiente, rimanendo in carica fino al 2000.
Morì il 1º aprile 2020, giorno del suo sessantatreesimo compleanno, dopo aver contratto l'infezione da COVID-19.